# Grumman A-6
O Grumman A-6 Intruder, originalmente designado A2F-1, voou pela primeira vez a 19 de Abril de 1960. Foi concebido como avião de ataque embarcado, especialmente equipado para bombardeamento nuclear ou convencional, nas mais severas condições atmosféricas e ou de escuridão. Avião sub-sónico propulsionado por dois motores a jacto, tripulado por dois ocupantes sentados lado a lado, operado a partir de porta-aviões da Marinha Americana e ou baseado em terra, pelo Corpo de Fuzileiros (US Marines), possui uma excepcional capacidade de resistência em ambiente adverso e de transporte e disparo da totalidades das armas de ataque do arsenal da Marinha Americana.
Os últimos Intruder foram aposentados do serviço activo a 28 de Fevereiro de 1997 após mais de três décadas de serviço na primeira linha.
Foi desenvolvida uma variante de interferência electrónica o EA-6 Prowler que ainda se mantém em actividade, mas em fase de substituição lenta e gradual, desde Agosto de 2009 pelo EA-18G Growler.

## Origens
Segundo as palavras de Lawrence M. Mead. Jr. engenheiro chefe
 da Grumman Aircraft Engineering Corporation, responsável pelo projecto A-6 Intruder, a sua génese está intimamente ligada á experiência adquirida na Guerra da Coreia a qual foi travada com a total ausência de uma aeronave de suporte aéreo próximo e interdição do campo de batalha, com características para actuar em qualquer condição atmosférica de dia e ou de noite. Situação esta que se manteve na aviação naval Norte-Americana, provocando em meados de 1956 um pedido de propostas (RFP - Request for Proposals) aos construtores aeronáuticos, para um avião de ataque, capacitado para adquirir e eliminar alvos terrestres e ou navais, sob todas as condições meteorológicas e de luminosidade.

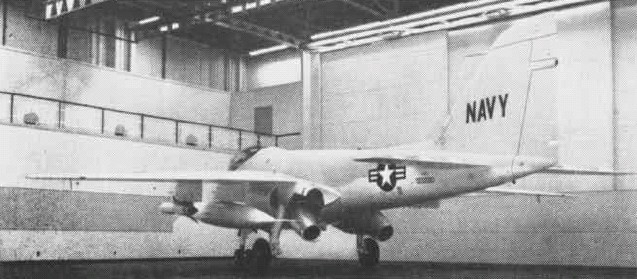
Um dos 8 protótipos A2F-1

Com um prazo limite para aceitação de propostas estabelecido em 17 de Agosto de 1957, foram oito as empresas que submeteram um total de 12 projectos para apreciação: Boeing, Douglas Aircraft Company, Bell Aircraft Corporation, Lockheed Corporation, North American, Vought, Glenn L. Martin Company, e Grumman.

O projecto 128Q (evolução do projecto inicial 128), apresentado pela Grumman foi declarado o vencedor da competição no dia 2 de Janeiro de 1958, com a assinatura de um contracto no valor de 3,410,148 dólares para refinamento do projecto e construção de uma maqueta à escala real.

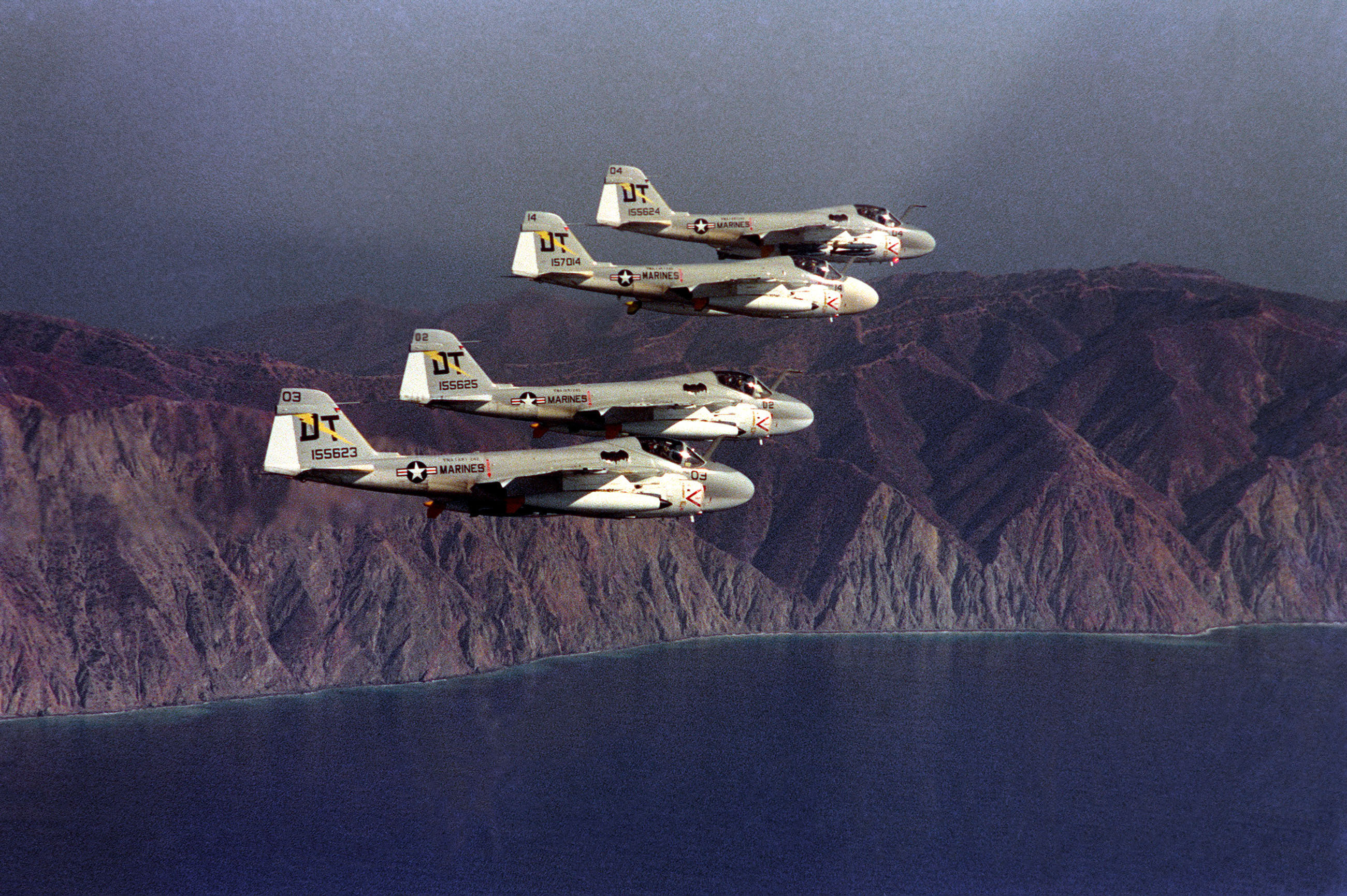
quatro A-6A dos "Marines" voando em formação em Novembro de 1975.

No dia 26 de Março de 1959 foi assinado o contracto definitivo para a produção do originalmente designado A2F-1 o qual voou pela primeira vez em 19 de Abril de 1960 e foi apresentado de modo público nove dias mais tarde. Em 1962 foi redesignado A-6A, na sequência da reorganização efectuada pelo Departamento de Defesa dos Estados Unidos, nas designações utilizadas pelas aeronaves da Força Aérea, Marinha e Exército.
Não é aos olhos do público um avião atraente, mas foi sem dúvida alguma, uma aeronave muito sofisticada capaz de executar com uma ampla margem de sucesso as missões que lhe eram confiadas, sem necessidade de ajuda externa para encontrar os alvos designados. Por comparação o A-7 Corsair II, é também uma plataforma sofisticada, mas com uma maior ênfase na capacidade de ataque em relação à capacidade de navegação e de operação com qualquer condição atmosférica e de luminosidade. Utilizados em simultâneo nos porta-aviões Norte Americanos, na proporção de um esquadrão de A-6 Intruder para dois esquadrões equipados com A-7 Corsair II, proporcionando uma escolha mais alargada para enfrentar adequadamente, uma ampla diversidade de ameaças.

### Cronologia
Datas significativas na fase de desenvolvimento e actividade operacional do A-6 Intruder:
- 1956 - Início dos estudos efectuados pela Marinha, com o objectivo de parametrizar o avião de ataque da próxima geração;[5]
- 5 de Março de 1957 - Anúncio do concurso para o projecto do novo avião de ataque para a Marinha Americna;[5]
- 2 de Janeiro de 1958 - A Grumman Aircraft Engineering Corporation é declarada vencedora da competição, para a construção do novo avião de ataque da Marinha;[5]
- 26 de Março de 1959 - A Grumman recebe 101 milhões de Dólares no âmbito do contrato de desenvolvimento e produção de oito protótipos YA2F-1, mais detalhes de engenharia;[5]
- 19 de Abril de 1960 - Primeiro voo do primeiro protótipo YA2F-1;[5]
- 1 de Fevereiro de 1963 - Entregues os primeiros dois A-6A para serviço operacional;[5]
- 1 de julho de 1965 - Início de um longo envolvimento no Sudeste Asiático, integrando um ataque ao Vietname do Norte;[5]
- 14 de Junho de 1967 - Primeiro voo do TC-4C Academe, versão militar da aeronave civil Grumman Gulfstream I, utilizada no treino dos navegadores do A-6 Intruder;[5]
- Dezembro de 1967 - Início do envolvimento operacional no conflito Vietnamita, por parte dos A-6A do Corpo de Fuzileiros Navais dos Estados Unidos;[5]
- 26 de Agosto de 1968 - Primeiro A-6B depois de convertido, realiza o voo inaugural;[5]
- 25 de Fevereiro de 1970 - Entrega do primeiro A-6C após conversão:[6]
- 27 de Fevereiro de 1970 - Primeiro voo do protótipo A-6E;[5]
- 16 de Abril de 1970 - Primeiro voo da versão convertida para reabastecimento em voo, KA-6D;[5]
- Dezembro de 1970 - Entrega do último A-6A, da encomenda inicial de 480 unidades, excluídos os oito protótipos;[5]
- 17 de Setembro de 1971 - Entrega do primeiro A-6E de construção integralmente nova;[5]
- 26 de Agosto de 1987 - Voo inaugural do primeiro A-6F[nota 3] de um total de cinco aeronaves reconstruídas;[5]
- 19 de Dezembro de 1996 - Efectuado o último voo do Intruder, lançado de porta-aviões;[5]
- 28 de Fevereiro de 1997 - Cerimónia de despedida, o A-6 Intruder foi definitivamente retirado do inventário da Marinha Norte-Americana.[5]

## Projecto e desenvolvimento
A fuselagem do A-6A Intruder é quase integralmente construído em liga de alumínio, exceptuando a quilha na secção ventral entre os motores fabricada em aço e titânio, a rigidez estrutural é obtida por uma construção semi monobloco, que assume a forma de girino, com um nariz amplo que acomoda o radar e resulta da disposição lado a lado dos assentos do piloto e do navegador, terminando numa cauda delgada. As asas e os estabilizadores horizontais e vertical, são construídos usando um sistema de longarinas múltiplas, irradiando de um bloco sólido de alumínio, cobertas por uma capa também em alumínio perfilado, estruturado tipo "favo de mel" nas extremidades e bordos de fuga, conferido uma excepcional rigidez estrutural e capacidade de sustentar pesos elevados.

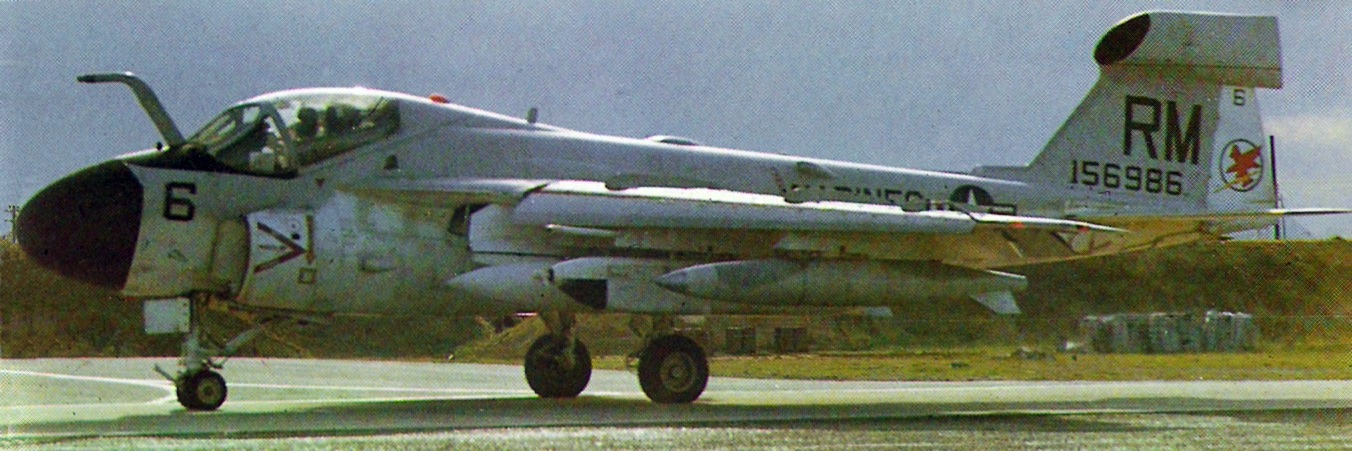
EA-6A (versão de guerra electrónica) no Vietname, Junho de 1970.

O coração da aeronave é o especificamente desenvolvido e tecnologicamente avançado, sistema de aviónicos DIANE (Digital Integrated Attack & Navigation Equipment) - "equipamento digital integrado de ataque e navegação", o qual influenciou desde o início a forma e desenho da fuselagem e é composto pelo radar de navegação AN/APQ-112, radar de busca AN/APQ-92, plataforma inercial AN/ASN-31 e um novíssimo computador digital AN/APQ-61, radar de altitude AN/APN-141, computador integrado de controlo dos aviónicos AN/ASQ-57 e um sistema de navegação doppler AN/APN-153, complementados por um equipamento direccional automático, um sistema táctico de navegação (TACAN) e um interrogador IFF. A instrumentação no interior do cockpit do Intruder é vasta e completa incluindo um monitor (tela) de tecnologia CRT, para apresentação de dados recorrendo à sintetização dos mesmos obtidos pelo conjunto de sensores. No que é considerado uma das primeiras utilizações em aeronáutica e o primeiro passo em direcção aos actuais sistemas integrados e multi funcionais em utilização, quer em aeronaves militares quer em aviões comercias.

### Variantes

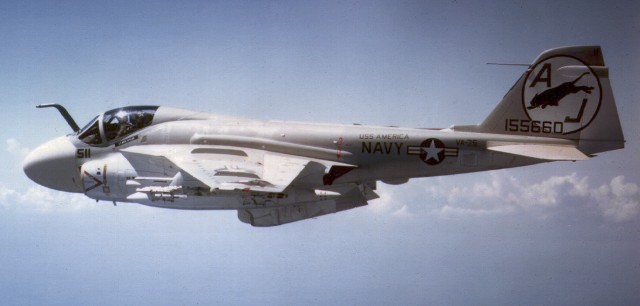
A-6C (BuNo. 155660) do esquadrão VA-35 Black Panthers.

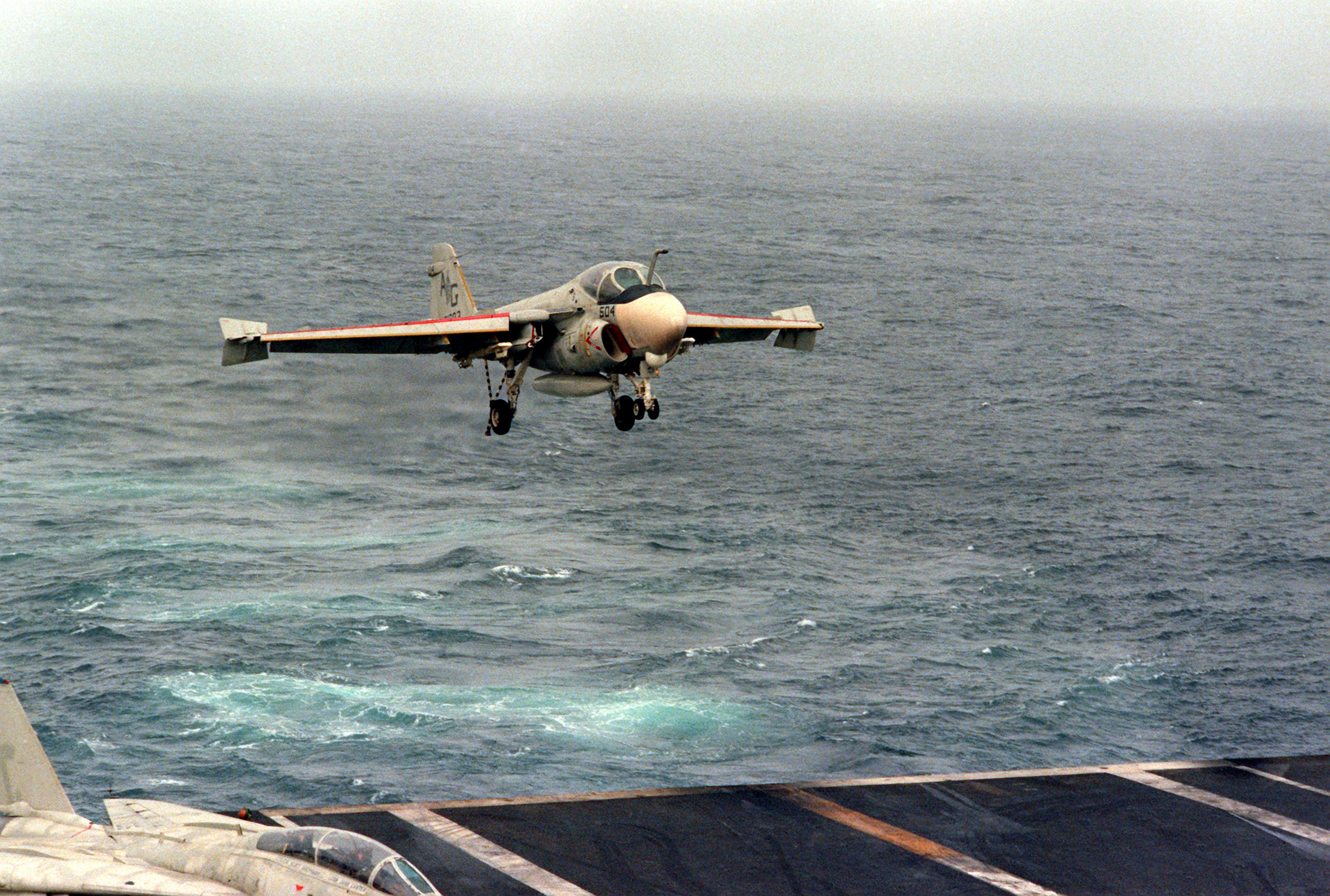
Um A-6E em aproximação ao convés de voo do USS Dwight D. Eisenhower (CVN-69).

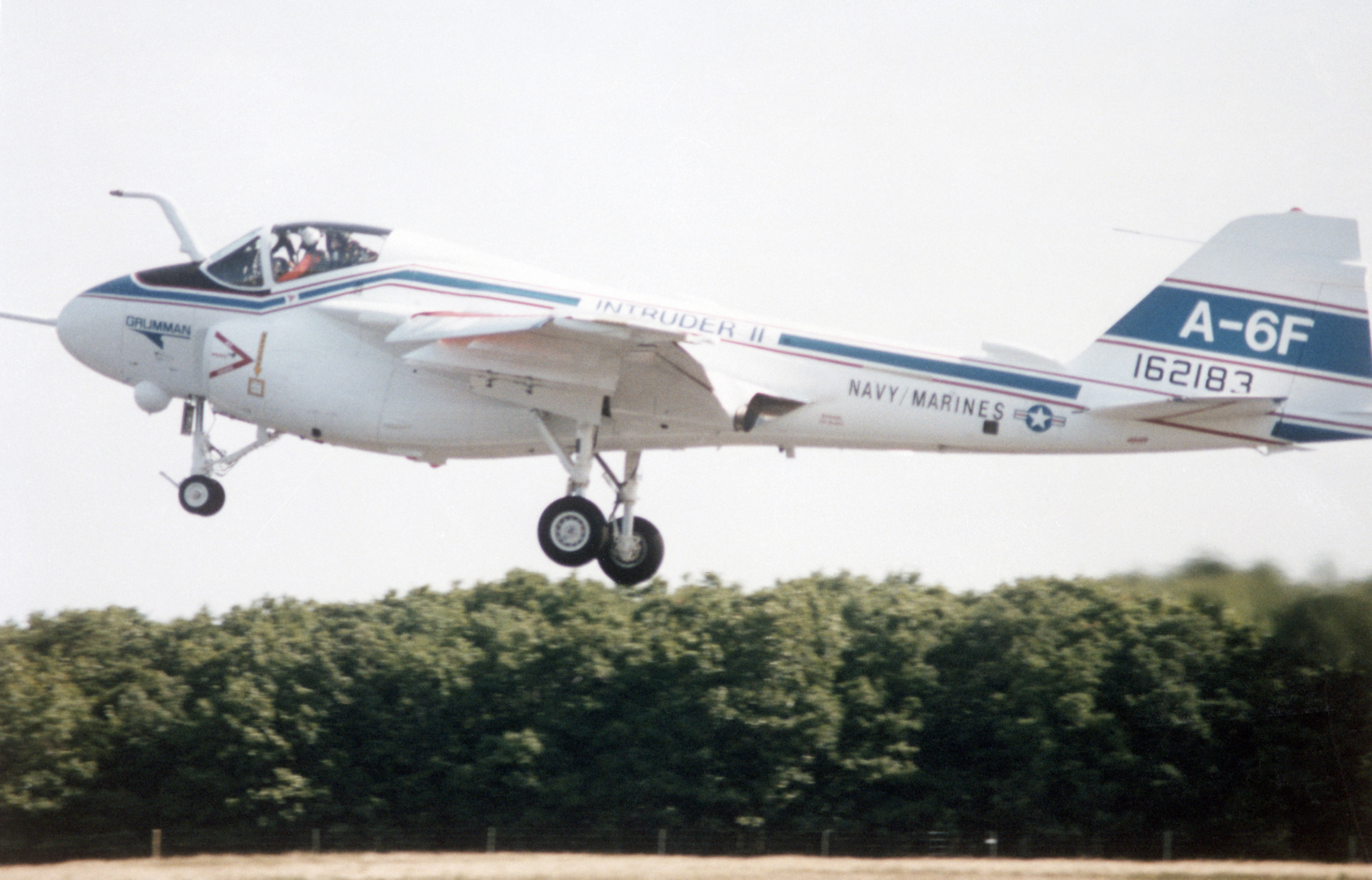
Protótipo A-6F (BuNo 162183)

- A2F-1/A-6A

Primeira versão de produção final, após a encomenda inicial em Março de 1959 de oito unidades Y2F-1 destinadas a desenvolvimento e testes. Adquiriu capacidade operacional em Fevereiro de 1963 junto do esquadrão VA-42 na estação aeronaval de Oceana. Foram construídas 482 aeronaves, a última das quais foi entregue em Dezembro de 1969, todas as versões subsequentes possuem células A-6A convertidas.
- A-6B

Designação originalmente atribuída a uma versão proposta pelo fabricante e não construída, para um bombardeiro diurno, desprovido de capacidade para actuar em qualquer condição atmosférica. Eventualmente pode ter sido usada, para designar uma versão monolugar, destinada a evoluir na competição destinada à escolha do avião de ataque ligeiro (VAL), vencida pelo A-7 Corsair II. Acabou a designar 19 fuselagens A-6A convertidas para supressão especializada da defesa antiaérea do inimigo, em três lotes distintos conforme a sua sofisticação.
O primeiro lote constituído por 10 aeronaves recebeu a conversão designada Mod. 0, a qual consistia na substituição de todo o equipamento destinado ao uso convencional, por outro especializado na detecção de radares de pesquisa e orientação de mísseis antiaéreos, possibilitando a sua eliminação pelo AGM-78 Standard. O segundo lote constituído por seis aeronaves receberam a conversão Mod.1 em tudo idêntica à anterior, mais um sistema de identificação e aquisição de alvos (TIAS) desenvolvido pela IBM, as restantes três fuselagens receberam uma actualização designada PAT/ARM, para aumentar a proficiência do míssil AGM-78 Standard.
Das 54 conversões previstas apenas as 19 descritas foram efectivadas, a primeira foi entregue em Agosto de 1967 e a última em Agosto de 1970.
- A-6C

Conversão de 12 aeronaves A-6A, inicialmente designadas NA-6A equipadas com um sistema FLIR implantado na parte ventral da fuselagem e um sistema de aquisição de imagem de baixo nível de luz (LLLTV) sob uma das asas, entre outros sensores alojados numa carenagem e designados TRIM (Trails, Roads, Interdiction Multisensor), especificamente destinados a adquirir alvos ao longo da trilha de Ho Chi Minh durante o conflito Vietnamita.
- KA-6D

Versão dedicada ao reabastecimento aéreo, conversão de células A-6A, da qual difere essencialmente pela remoção do equipamento destinado a capacitar a aeronave para operar em qualquer condição atmosférica de dia ou de noite, substituído por equipamento dedicado ao reabastecimento, mantém a capacidade de bombardeamento diurno. Posteriormente numa segunda fase de conversão, foi reforçada a quantidade de aeronaves A-6A convertidas, removida toda a capacidade de actuar como bombardeiro diurno, implicando o aumento da capacidade de combustível para 16,440 litros dos quais 7,570 não são transferíveis, foram ainda introduzidas novas asas. Uma segunda conversão baseada no EA-6B Prowler com um incremento substancial da quantidade de combustível destinada ao reabastecimento, foi proposta pela Grumman mas não aceite.
- A2F-1Q/EA-6A

Primeira variante dedicada à guerra electrónica, inicialmente identificada como 'A2F- 1Q e concebida como substituto do Douglas F3D-2Q Skyknight. Projecto iniciado em Agosto de 1961 do qual resultou um primeiro voo do protótipo BuNo 148618, em 26 de Abril de 1963. Reconhecido externamente pelo casulo no topo do estabilizador vertical e pelo transporte de contentores sob as asas dedicados à interferência electrónica, foi ainda removida parte dos avióncos destinados à função de bombardeamento, para acomodar cerca de 30 antenas destinadas à detecção, localização, classificação, gravação e interferência de transmissões electrónicas inimigas. Além de dois protótipos, foram ainda convertidas mais seis células A-6A e produzidas 21 unidades integralmente novas. Exclusivamente operadas pelos esquadrões do Corpo de Fuzileiros VMAQ-2 e VMAQ-2 foram utilizados operacionalmente até ao final de 1986, quando foram transferidos para o esquadrão de reserva VAQ-33.
O EA-6A provou a sua eficácia durante a guerra do Vietname e desempenhou um papel vital na história da interferência electrónica, mas rapidamente ficou demonstrado a necessidade de uma nova aeronave capaz de lidar com o incremento de novas ameaças electrónicas, provida de mais espaço para alojar novos sistemas de interferência e contra medidas, mais os respectivos operadores (tripulação).
- EA-6B

- A-6E

Sucessor directo na linha de produção do A-6A, voou pela primeira vez a 27 de Fevereiro de 1970, sob a forma de um A-6A modificado. Até à retirada do inventário, foi a versão padrão a bordo dos porta-aviões da US Navy. É resultante de um programa de conversões e reconstrução de 240 fuselagens do modeloA, incluindo as conversões para as versões B e C, ao qual foi dado o nome CILOP e a construção de 202 unidades integralmente novas.
Difere da versão A-6A principalmente pelo aumento substancial da capacidade dos seus aviónicos, bem como da qualidade e quantidade de dados disponíveis, derivado da introdução e ou actualização de sensores tecnologicamente mais evoluídos. Ao nível da fuselagem as diferenças são subtis em relação às primeiras unidades, embora auditorias à estrutura tenha revelado problemas de fadiga dos materiais, originando correcções que prolongaram o limite de vida expectável em seis vezes o inicialmente previsto. Os motores Pratt & Whitney J52-P-6A foram actualizados para a versão P-8B, que mantém a mesma potência, mas amplifica o intervalo entre manutenções e simplifica o seu processo. Finalmente foi ainda introduzido um novo assento ejectável Martin Baker GRU7 com possibilidade de ser reclinado, reduzindo a fadiga da tripulação em voos prolongados.
- A-6E TRAM

Destinge-se da versão A-6E Standard pela introdução de um sistema multi-sensor de reconhecimento e ataque, designado TRAM (Target Recognition Attack Multi-sensor), que o capacitou como a aeronave mais avançada em todo o mundo equipada com sistemas electro-ópticos. Alojado numa carenagem sob o nariz, incorpora a capacidade de detecção e seguimento de alvos por infravermelhos e a sinalização dos mesmos para ataque por armas orientadas por laser. Passível de ser usado de modo independente, pode contudo ser usado em conjunto com os demais sensores do A-6, nomeadamente confirmando ou complementando os dados adquiridos pelo sistema FLIR.
O primeiro A-6E TRAM voou a 22 de Março de 1974, mas devido a um desenvolvimento lento apenas a 29 de Novembro de 1978 foi entregue a primeira aeronave de produção final. Em 1988 grande parte da totalidade das aeronaves, estavam atingindo 25 anos de serviço e acusavam problemas de fadiga estrutural, 119 exemplares estavam limitados a manobras abaixo de 3 Gs e 62 impedidos de voar. Foi implementado um programa de substituição das asas, utilizando uma asa desenvolvida pela Boeing, construída maioritariamente em materiais compósitos, grafite, epoxy e titânio, apenas nas superfícies móveis foi mantido o alumínio, no entanto devido a falhas detectadas na zona de junção da fuselagem, todo o programa foi atrasado e em Janeiro de 1995 ainda só 85% da frota estava actualizada.
- A-6F

Era suposto ser uma versão avançada do A-6E e a espinha dorsal da capacidade de ataque embarcada em porta-aviões a partir de 1990. Também conhecido como A-6E Upgrade retinha a maior parte dos componentes utilizados no A-6E, mas com um novo radar Norden AN/APQ-173 multi-funcional e abertura sintética inversa, novos aviónicos, um terceiro suporte sob cada uma das asas para armamento, uma nova asa concebida pela Boeing inteiramente produzida com materiais compósitos, novos motores General Electric F404-GE-400D, e capacidade (de combate) ar-ar introduzida pela possibilidade de transporte e disparo do míssil AIM-120A AMRAAM.
Cinco aeronaves de pré-produção foram encomendadas e convertidas de um lote de A-6E, a primeira das quais voou pela primeira vez a 26 de Agosto de 1987, ainda com asas convencionais metálicas, servindo como veículo para testes de comportamento aerodinâmico e propulsão. Seguida de uma segunda unidade a 23 de Novembro do mesmo ano e  uma terceira que serviu como banco de ensaio para o radar AN/APQ-173 e fez o seu voo inaugural a 22 de Agosto de 1988. Todavia todo o programa foi cancelado, os dois últimos exemplares reconvertidos e com capacidade operacional foram desactivados sem terem voado. Alegados problemas orçamentais foram aduzidos oficialmente como razão para o cancelamento, provavelmente a opção pelo então projecto em desenvolvimento, também cancelado em Janeiro de 1991, A-12 Avenger será mais plausível, tese que foi amplamente apoiada e divulgada entre as tripulações do A-6.
- A-6G

Solução alternativa de menor custo, para o cancelado A-6F, com o qual partilhava a maior parte das actualizações introduzidas, mas retinha os mesmos motores da versão A-6E em substituição dos General Electric F404-GE-400D. Nenhum exemplar foi produzido, apesar de uma aeronave de demonstração (BuNo: 162185) ter sido mantida a voar em apoio da causa.

### Produção
A produção da variante A-6A terminou em 1970 após 488 exemplares entregues, dos quais foram convertidos entre 1967 e 1970, 19 A-6B, 12 A-6C e 90 KA-6D.
A partir de 1970 a produção mudou para a variante A-6E, composta por 202 unidades integralmente novas e 240 exemplares convertidos de células A-6A existentes.
- Números de série referentes a todos A-6 de construção nova, na versão A-6A estão incluídos todas as conversões (EA-6A, A-6B, A-6C, KA-6D e A-6E).[17]

A-6A: 147864- 147867; 148615-148618; 149475-149486; 149935-149958; 151558-151594; 151780-151827; 152583-152646; 152891-152954; 154124-154171; 155581-155721; 156994-157029.
EA-6A: 151595-151600; 156979-156993.
A-6E: 158041-158052; 158528-158539; 158787-158798; 159174-159185; 159309-159317; 159567-159579; 159895-159906; 160421-160431; 160993-160998; 161082-161093; 161100-161111; 161230-161235; 161659-161690; 162179-162222.

## Operadores
Apenas a Marinha Norte-Americana e o Corpo de Fuzileiros utilizaram o A-6 Intruder ao longo de 34 e 29 anos respectivamente. Terão sido perdidos devidos a acções de combate, voos de treino e acidentes operacionais, 263 unidades, das quais 51 no conflito Vietnamita.
- Esquadrões que operaram o A-6:
  - Marinha dos Estados Unidos

- VA-34 (A-6A/B/C/E, KA-6D),
- VA-35 (A-6A/B/C/E, KA-6D),
- VA-36 (A-6E),
- VA-42 (A-6A/B/C/E, KA-6D, TC-4C),
- VA-52 (A-6A/B/E, KA-6D),
- VA-55 (A-6E, KA-6D),
- VA-65 (A-6A/B/E, KA-6D),
- VA-75 (A-6A/B/E, KA-6D),
- VA-85 (A-6A/E, KA-6D),
- VA-95 (A-6A/E, KA-6D),
- VA-115 (A-6A/B/E, KA-6D),
- VA-128 (A-6A/E, TC-4C),
- VA-145 (A-6A/B/C/E, KA-6D),
- VA-155 (A-6E, KA-6D),
- VA-165 (A-6A/B/C/E, KA-6D),
- VA-176 (A-6A/C/E, KA-6D),
- VA-185 (A-6E, KA-6D),
- VA-196 (A-6A/B/E, KA-6D),
- VA-205 (A-6E, KA-6D),
- VA-304 (A-6E, KA-6D),
- VAH-123 (A-6A),
- VAQ-129 (A-6A),
- VX-5 (A-6A/B/E, KA-6D).

- Corpo de Fuzileiros Navais dos Estados Unidos

- VMA(AW)-533 (A-6A/E, KA-6D),
- VMA(AW)-224 (A-6A/E, KA-6D),
- VMA(AW)-225 (A-6A),
- VMA(AW)-121 (A-6A/E, KA-6D),
- VMA(AW)-332 (A-6A/E).

## Envolvimento em combate
- Guerra do Vietname - Amplamente utilizado durante todo o conflito, fazendo uso do seu grande raio de acção e capacidade de transportar uma elevada carga de armamento até 8,200Kg, foi um dos aviões chave na projecção do poder aéreo naval Norte-Americano especialmente em missões nocturnas e "marginais".[24] Um total de 68 aeronaves da US Navy e dos Marines foram perdidas em missões de combate no período compreendido entre 1965 e 1973,[26] operados a partir dos porta aviões estacionados nas estações "Yankee" e "Dixie"[nota 10] no mar da China para as aeronaves da Marinha e bases terrestres no Vietname do Sul para os aviões dos Marines.[24]
- Dezembro de 1983 - Aviões Intruder dos porta-aviões USS Independence (CV-62) e USS John F. Kennedy (CV-67), participaram nos ataques no vale de Bekaa no Líbano, no decorrer dos ataques foi perdido um Intruder[nota 11] abatido por um míssil antiaéreo Sírio.[26]
- Março de 1986 - Um A-6E do USS Coral Sea (CV-43) afundou uma corveta Líbia utilizando um míssil AGM-84 Harpoon.[26]
- Abril de 1986 - Aeronaves A-6 embarcadas no USS Coral Sea (CV-43) e no USS America (CV-66), atacaram vários alvos no Norte da Líbia, em retaliação por um alegado envolvimento Líbio, num ataque terrorista em Berlim Ocidental.[26]
- Abril de 1988 - Aeronaves A-6 embarcadas no USS Enterprise (CVN-65), afundaram um navio-patrulha Iraniano e a fragata Sahand. Danificaram ainda severamente a fragata Sabalan, navio irmão da fragata afundada, ambas também Iranianas.[26]
- 17 de Janeiro de 1991 - 90 A-6E embarcados em seis porta-aviões no golfo Pérsico, apoiados por mais vinte aeronaves dos Marines atacam alvos no interior do Iraque dando início à Operação Tempestade no Deserto. Durante o decorrer da operação os Instruder da Marinha efectuaram 4.071 missões, e os A-6E dos Fuzileiros Norte-Americanos totalizaram mais 854 missões de combate, foram perdidos cinco aeronaves todas elas da US Navy, uma das quais devido à acidente operacional.[26]

## Especificações
Dados compilados e referentes à variante A-6E;
- Tripulação: 2
- Motores: 2 x Pratt & Whitney J52-P-8B, com 41.4 kN cada
- Combustível interno: 8,875 litros

- Dimensões
  - Comprimento: 16,69 m
  - Envergadura: 16,15 m
  - Altura: 4,93 m
  - Área alar: 49,1 m²
- Pesos
  - Vazio: 12 065 kg
  - Carga bélica (max.): 8 165 kg
  - Máximo à descolagem por catapulta: 26 580 kg
  - Máximo à descolagem em pista terrestre: 27 397 kg
- Performance
  - Velocidade máx. ao nível do mar: 1 036 km/h
  - Velocidade de cruzeiro: 763 km/h
  - Velocidade miníma sem flaps acionados: 264 km/h
  - Velocidade miníma com flaps acionados: 182 km/h
  - Taxa inicial de subida: 2 323 metros por minuto
  - Tecto máximo (vazio): 12 924 m
  - Tecto máximo (apenas 1 motor): 6 400 m
  - Raio de acção c/ carga máx. de combate: 1 629 km
  - Alcance de travessia com depósitos externos: 5 222 km
  - Factor de carga máximo: +6,5 Gs

### Armamento
Capacitado para utilizar a totalidade das armas ofensivas do arsenal da US Navy, dispõe de quatro suportes externos sob as asas e um na parte central do ventre da fuselagem, com uma capacidade total de 8,200 Kg, entre as quais:
- Bombas[nota 12]

- Mk 81 - convencional de 113 kg
- Mk 82 - convencional de 227 kg
- Mk 83 - convencional de 454 kg
- Mk 84 - convencional de 925 kg
- MK 177 - convencional de 340 kg
- Mk 94 - química de 907 kg

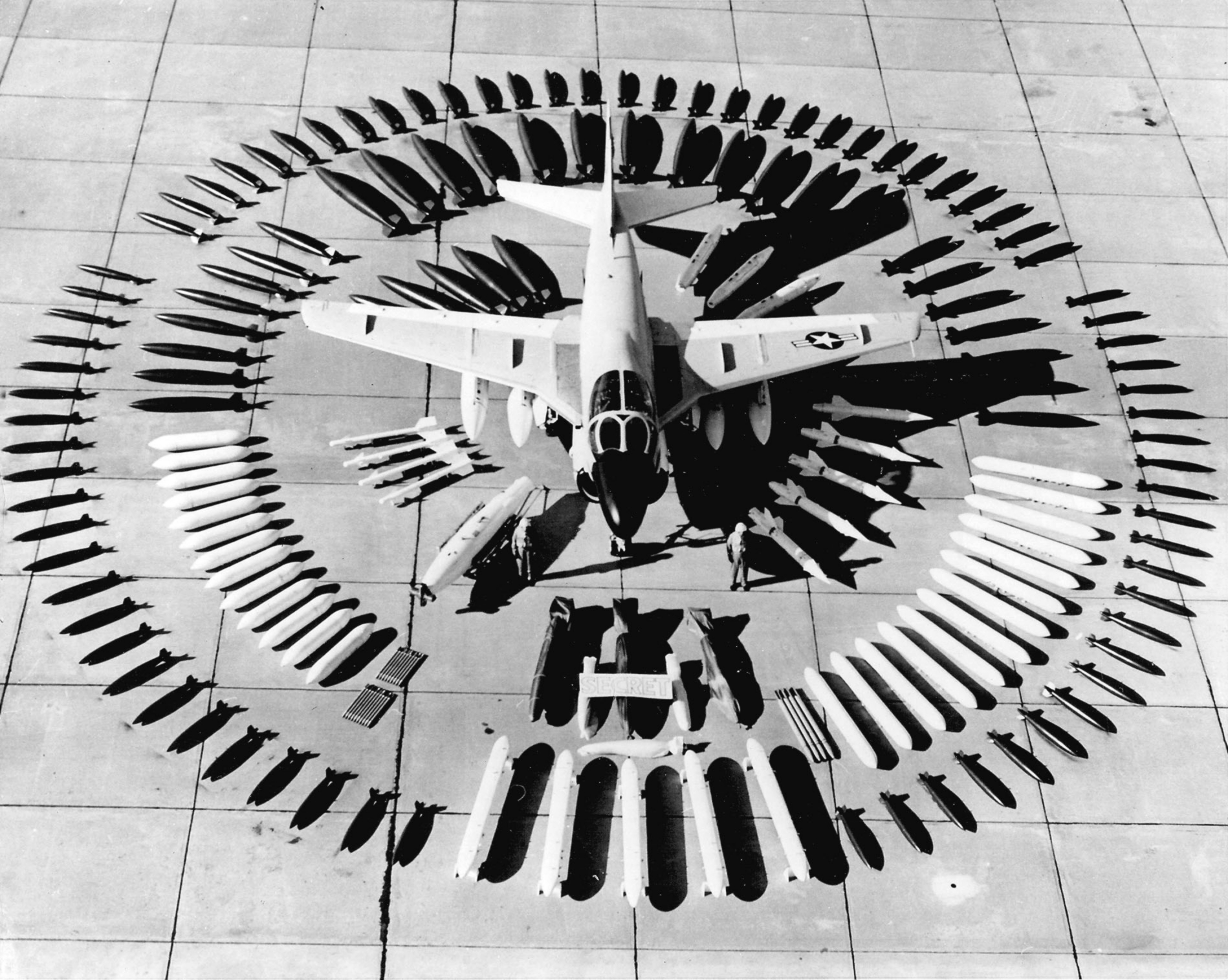
A-6A com todo o armamento disponível à época

- MK-77 - incendiária (napalm) de 340 kg
- MK-79 - incendiária (napalm) de 450 kg
- CBU-78/B - fragmentação de 222 kg
- CBU-100 - fragmentação de 222 kg
- GBU-10 Paveway II - Mk 84 guiada a laser
- GBU-12 Paveway II - Mk 82 guiada a laser
- GBU-16 Paveway II - Mk 83 guiada a laser
- AGM-62 Walleye - guiada por televisão

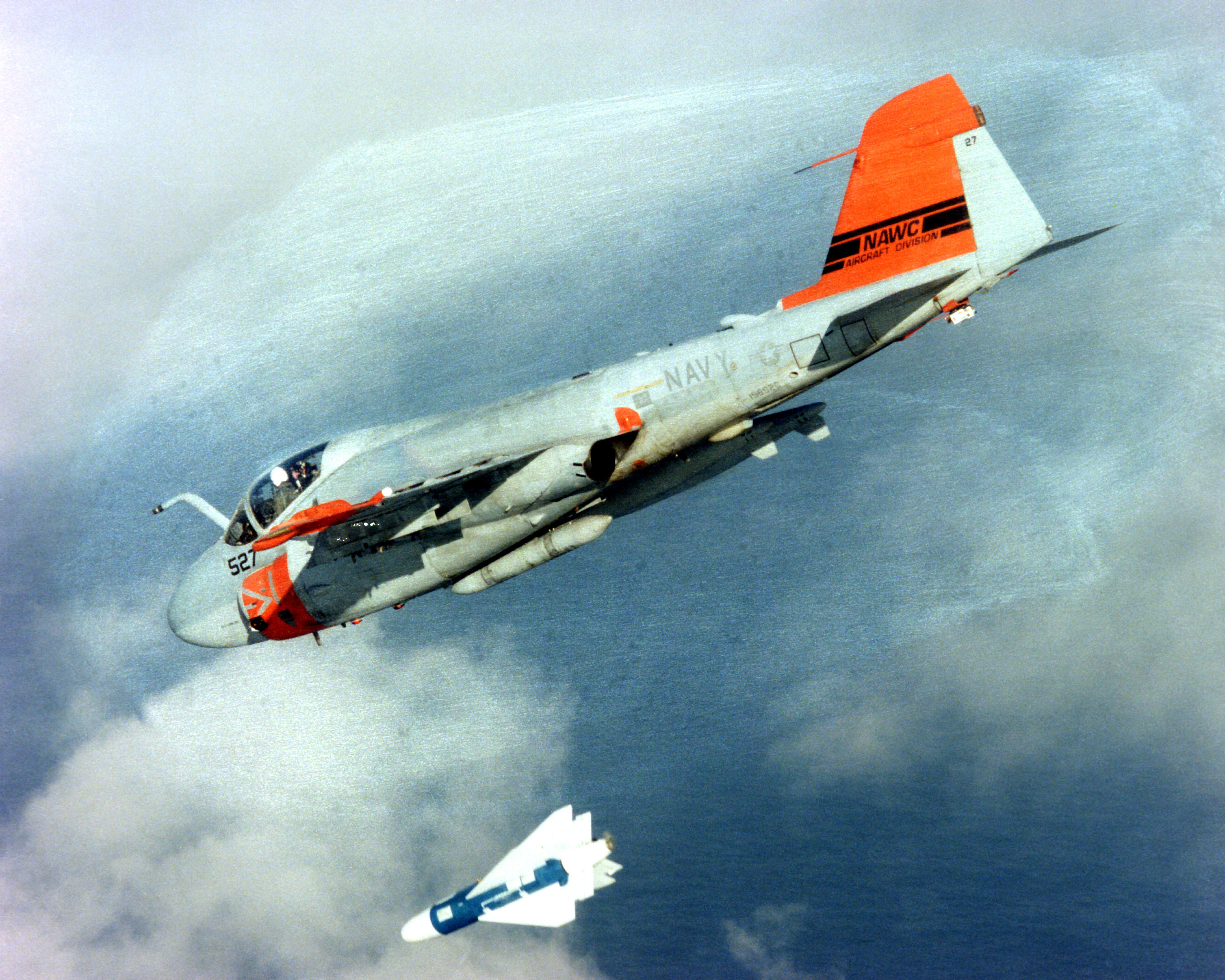
A-6E libertando uma AGM-62 Walleye II

- B43 - nuclear
- B61 - nuclear

- Mísseis e lança-foguetes
  - AGM-12 Bullpup (B/C)
  - AGM-45 Shrike
  - AGM-65 Maverick
  - AGM-84 Harpoon
  - AGM-88 HARM
  - AIM-9 Sidewinder
  - LAU·32A (Mk 4/Mk 40)
  - LAU 10 (Zuni)

## A despedida

Dois A-6E em 1980

O venerável A-6 Intruder foi aposentado da Marinha dos Estados Unidos numa cerimónia realizada na base aeronaval de Whidbey Island em 28 de Fevereiro de 1998, onde os três últimos A-6E efectuaram um derradeiro voo em honra dos 86 tripulantes que faleceram enquanto aos comandos do Intruder, 11 dos quais em combate e integrantes do esquadrão VA-196, o que mais missões efectuou e perdas sofreu durante a guerra do Vietname, a bordo dos porta-aviões da US Navy. O A-6 Intruder serviu a Marinha de modo exemplar durante a sua longa carreira de 34 anos, acumulando mais de 2,8 milhões de horas de voo, com a taxa de acidentes por hora de voo mais baixa de todo o iventário da Marinha Norte-Americana na época, tendo sido a "ponta da lança" nas operações de combate no Vietname, Líbia e no Golfo Pérsico entre outras campanhas, com 173 perdas de vidas humanas em combate e ou em acidentes. Enquanto alguns irão lamentar a decisão de abandonar a aeronave, será por outros lembrado como um dos melhores aviões de ataque baseado em porta-aviões, já construídos.

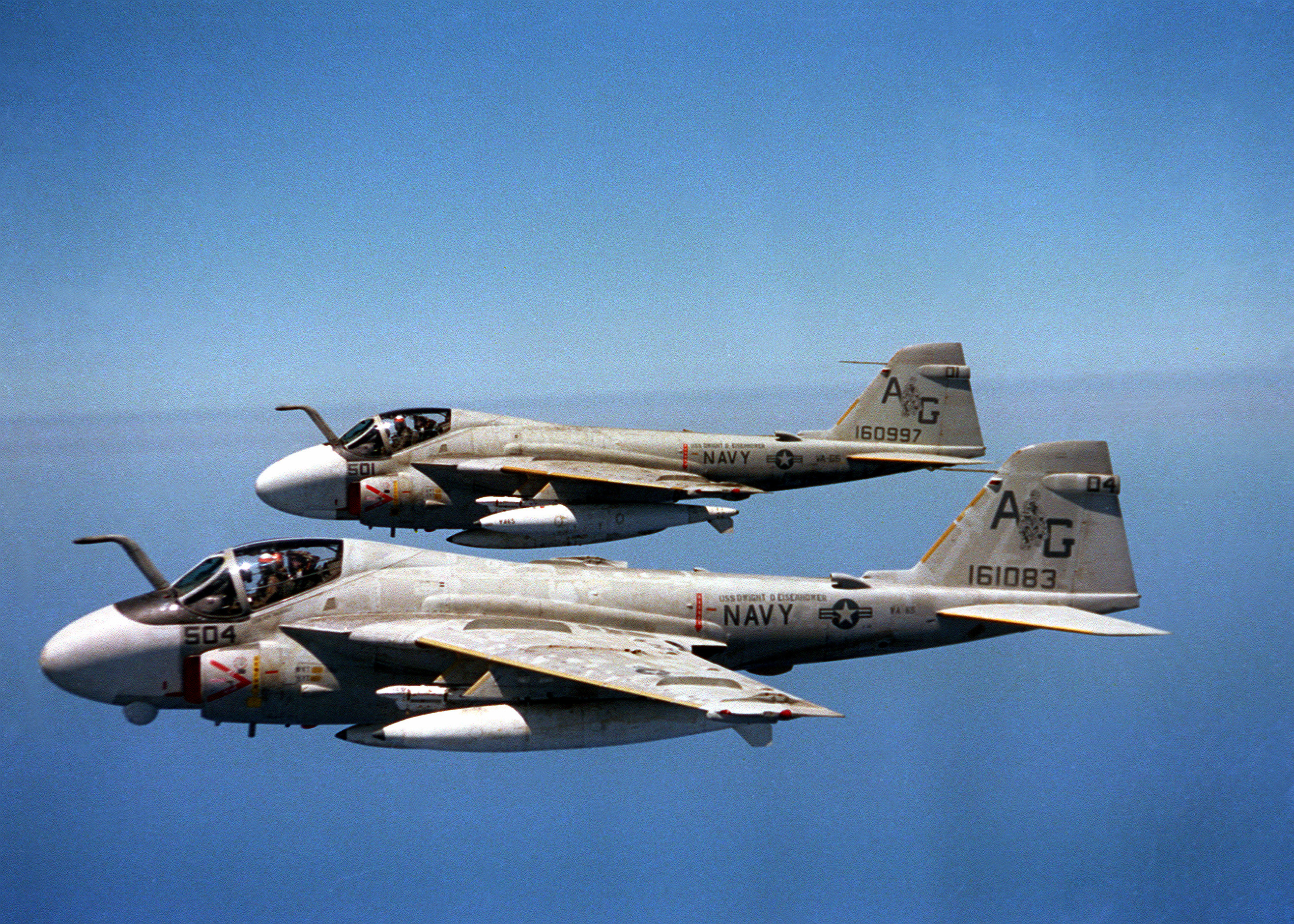
Grumman A-6E em 1986

Apesar da cerimónia de despedida já efectuada e oficialmente retirados do inventário, foi efectuado uma última missão pelas mesma 3 aeronaves, quando após uma paragem de 18 meses para reparações programadas, o porta-aviões USS Dwight D. Eisenhower (CVN-69), necessitou de certificar o convés de voo, os A-6 efectuaram  60 descolagens e 60 aterragens, terminando deste modo e definitivamente a sua carreira.
Cem das aeronaves que mais recentemente foram estruturalmente actualizadas , prolongando assim o tempo de vida útil expectável, foram colocadas na reserva naval e armazenadas mantendo a condição de voo. Cerca de 180 outras aeronaves, foram armazenadas com possibilidade de serem compradas ao abrigo do programa de assistência militar ao estrangeiro e actualizadas de acordo com o comprador, infelizmente não houve interessados numa aeronave utilizada por um único operador e já retirada.
Quando a decisão de o retirar foi tomada e comunicada a 17 de Setembro de 1993, as aeronaves que se encontravam a aguardar ou em processo de modernização na fábrica da Grumman em St. Augustine, após terem sido desmilitarizadas e descontaminadas, foram submergidas 38Km ao largo de St. Augustine na costa atlântica da Flórida, criando um recife artificial, refúgio e santuário da vida marinha, ao qual foi dado o nome não oficial Intruder Reef (recife do "Intruder"), mas que oficialmente é conhecido como Port Authority Reef Site #9 e é constituído por um rebocador e 70 A-6.